# Kajagoogoo
Pour les articles homonymes, voir Art nouveau.
Kajagoogoo est un groupe de pop et new wave britannique, originaire de Leighton Buzzard, une ville située près des Chilterns dans le comté du Bedfordshire en Angleterre. Le style musical du groupe est représentatif des années 1980. Il a d'abord eu pour nom Art Nouveau de sa création en 1978 à 1981, et a raccourci son nom en Kaja en 1984-1985, avant de redevenir Kajagoogoo lors des reformations ultérieures. 

## Historique

### Débuts
Le quintet est formé avec l'arrivée de Limahl alias Christopher Hamill comme chanteur au sein du groupe Art Nouveau en 1981 : ils se renomment alors Kajagoogoo. Le chanteur travaille comme serveur au London Embassy Club où il rencontre Nick Rhodes, de Duran Duran, qui lui propose de produire le groupe. EMI les signe en 1982 et leur 1er single sorti Too Shy avec son refrain entraînant « Too shy shy, Hush hush, Eye to eye » leur assure la popularité (1er dans le top anglais en février 1983, 5e dans les charts américains). Leur succès est aussi assuré par leur look détonnant et notamment la coupe de cheveux de son chanteur Limahl. D'autres titres suivent comme Ooh to Be Ah et Hang on Now en 1983. 

### Succès et déclin
Leur premier album, White Feathers, atteint la 5e place de l'UK Albums Chart. Après avoir joué avec le groupe local Fashion à la fin de 1982, Kajagoogoo embarque pour une tournée en tête d'affiche baptisée White Feathers  au printemps 1983.
Des frictions surviennent rapidement au sein de Kajagoogoo. Le groupe se scinde alors en deux, Limahl démarrant une carrière solo et le reste du groupe continuant à jouer ensemble. Kajagoogoo sort deux singles, Big Apple et The Lion's Mouth, qui obtiennent respectivement la huitième et vingt cinquième place dans les charts britanniques. Le groupe change de nom en 1985 et deviennent Kaja, en essayant d'obtenir de la crédibilité, mais le batteur Jezz Strode quitte le groupe qui se sépare en 1986, faute de réussite commerciale. Limahl connaîtra à nouveau le succès grâce au titre The NeverEnding Story, thème du film L'Histoire sans fin, qui sera classé 4e au top anglais et 1er dans de nombreux pays. 

### Retour
En 2003, le groupe et Limahl chantent Too Shy et Hang On Now à l'occasion d'un show télévisé intitulé Bands Reunited. En mai 2008, les membres du groupe, Limahl compris, se reforment, sortent un EP et préparent une tournée. En août 2009, Kajagoogoo joue de nouveau en tête d'affiche pour la tournée Hobble on the Cobbles à Aylesbury, Buckinghamshire.
Le bassiste Nick Beggs travaillera par la suite avec Steve Hackett à partir de 2009 sur l'album Out of the Tunnel's Mouth, sur lequel il joue aussi le Chapman Stick.

## Membres
- Limahl : chant
- Nick Beggs : basse, chant, Chapman Stick
- Stuart Neale : claviers
- Jeremy « Jez » Strode : batterie
- Steve Askew : guitare

|        |
| Limahl |

|            |
| Nick Beggs |

|             |
| Steve Askew |

|              |
| Stuart Neale |

|            |
| Jez Strode |

## Discographie

### Albums studio
- 1983 : White Feathers
- 1984 : Islands
- 1985 : Crazy People's Right to Speak
- 2008 : Gone to the Moon

### Singles
- 1983 : Too Shy
- 1983 : Ooh to Be Ah
- 1983 : Hang on Now
- 1983 : White Feathers
- 1983 : Big Apple
- 1984 : The Lion's Mouth
- 1984 : Turn Your Back on Me
- 1985 : Crazy People's Right to Speak
- 1985 : Shouldn't Do That
- 2008 : Rocket Boy
- 2009 : Space Cadet (single promotionnel)